# 艾娃·马克斯
阿曼达·艾娃·科齐（英語：Amanda Ava Koci，1994年2月16日—），艺名艾娃·麥斯（英語：Ava Max），是一名阿爾巴尼亞裔美国歌手和詞曲作家。她在童年時代跨過多個州從事音樂事業之後，Ava Max於2016年與Atlantic Records簽約，並於2018年8月發行了歌曲“ Sweet but Psycho ”。這是她在22個國家中排名第一的突破性單曲，包括英國，德國，奧地利，瑞士，瑞典和新西蘭。這首歌在澳大利亞也位居第二，在美國Billboard Hot 100中位居第十。Ava Max於2020年9月18日發行了她的首張錄音室專輯《Heaven and Hell》。

## 早期生活
Ava Max 在1994年出生于威斯康星州密爾沃基。她的父親Paul，来自于阿爾巴尼亞希馬拉科帕羅別墅， 她的母親Andrea來自薩蘭達。 Max也有一個哥哥。1991年，她的父母在阿爾巴尼亞共產主義垮台後逃離了該國，並在巴黎的教堂裡生活了一年。在童年時代，Ava Max經常看到父母為掙錢而努力。因為他們每個人都做三份工作而且不會說英語。她的母親是一位受過經典訓練的歌劇歌手，而她的父親是一位鋼琴家。
麥克斯在8歲與家人搬到弗吉尼亞州，在漢普頓路長大。她在切薩皮克參加了許多迪斯尼電台的歌唱比賽。當她10歲時作為開場表演，她演出了惠特尼·休斯頓的1987年歌曲“I Wanna Dance with Somebody (Who Loves Me) ”。Max經常去佛羅里達州參加歌唱比賽，並開始在綽號Amanda Kay的名義下發行音樂。在13歲時，她认为“Amanda”不適合她後，她取了中間名Ava。當她14歲時，馬克斯在母親的建議下搬到洛杉磯從事音樂事業，但因未成年而不斷遭到拒絕。一年後，馬克斯搬到南卡羅來納州，在那裡她開始寫有關自己所觀察到的感情的歌曲，包括她哥哥的感情。她後來表示，她對這一舉動表示感謝，因為這一舉動使她得以度過正常的童年。在南卡羅來納州期間，麥克斯就讀列剋星敦高中一年的時間裡，她回憶起自己經常被欺負。在她17歲之後，馬克斯和哥哥一起回到了洛杉磯，哥哥是她的經理。她承认，由于收到她兄弟的命令存在差异，而且双方都不认识该地区任何人，因此该关系“没有成功”。Max很难单独寻找制片人和词曲作者，这让她“走上一条非常糟糕的道路”，这导致她很早就喝酒，每周以20美元生存下来。

## 職業

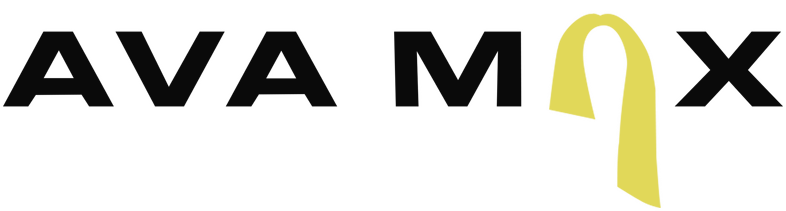
Ava Max 的标志

### 2013-2017：职业生涯开始
《Take Away the Pain》于2013年以艺名艾娃发行，2015年7月由加拿大DJ和制作人二人组Project 46混音。2014 年，她在一次晚宴上遇到了加拿大唱片制作人 Cirkut， 也是她兄弟的熟人。麦克斯为他唱了《生日快乐》，这促使两人合作，于2016年7月在SoundCloud上写了数百首歌曲，并在SoundCloud上发布了《Anyone but You》。这首歌获得了吸引力，并吸引了各种唱片公司的注意，这些唱片公司通过电子邮件与她联系，最终她在2016年与大西洋唱片公司签署了唱片协议。 麦克斯承认与他合作改变了她的生活，因为她在“ creatively stifled”后考虑过离开音乐行业。
签署协议后，她开始寻找艺名，最终决定了Max。她之所以选择了这个名字，因为它结合了男性和女性的元素。大约在2016-2017年，麦克斯采用了她标志性的发型，名为“Max Cut”，这在她的徽标“Ava Max”中的“Max”的“A”用了“Max Cut”的标志替代。2017 年 8 月 4 日，她出现在 Le Youth 的歌曲《Clap Your Hands》中，在那里她唱了两首不同的旋律。

### 2018年至今：突破与Heaven and Hell
麦克斯于2018年4月20日发布了《My Way》，在罗马尼亚Airplay 100排行榜上排名第38位。2018 年 5 月 11 日，与 Gashi 合作的《Slippin》发行。2018年6月8日，她出现在美国说唱歌手 Witt Lowry 的歌曲《Into Your Arms》中。一个月后，“Salt”被发送到 SoundCloud。2018年8月13日，她发行了《Not Your Barbie Girl》作为宣传单曲。《Sweet but Psycho》于2018年8月17日发行。这首歌成为马克斯的突破，在包括德国、瑞士、奥地利、挪威、瑞典、新西兰和英国在内的超过22个国家排名第一，并连续四周位居榜首。2019年1月，这首歌登上了公告牌舞蹈俱乐部歌曲榜的榜首，后来在公告牌百强单曲榜上最高排名第10位。2018 年 10 月 23 日，麦克斯还出现在 Vice 和 Jason Derulo 的歌曲《Make Up》中，并在 David Guetta 的2018 年录音室专辑《Let It Be Me》中亮相。
2019年3月7日，她发布了后续单曲《So Am I》，在波兰、挪威和芬兰进入了前十名。这首歌的混音版于2019年7月3日发布，由韩国男子乐队NCT 127演唱。歌曲《Blood，Sweat and Tears》和《Freaking Me Out》于2019年7月同时作为宣传单曲发行。2019 年 8 月 7 日，麦克斯出现在美国创作歌手 AJ Mitchell的歌曲《Slow Dance》中，[并于 2019 年 8 月 19 日以单曲形式发行了《Torn》。2019年9月4日，她与华纳·查普尔音乐和艺术家出版集团达成了一项联合出版协议。2019 年 10 月 31 日，她发布了《Freaking Me Out》的音乐视频，作为万圣节特别节目。麦克斯在2019年MTV欧洲音乐奖上赢得了最佳推动表演。 2019年11月6日，马克斯和Pablo Alborán之间的二重唱《Tabú》发行。之前发布的歌曲《Salt》于2019年12月12日发送到数字流媒体平台。她与英国-挪威DJ和唱片制作人艾伦·沃克合作了歌曲《Alone, Pt. II》，发布于2019年12月27日。《On Somebody》于2019年12月30日作为宣传单曲发行。
2020年3月12日，麦克斯发行了《Kings and Queens》，这是她首张录音室专辑《Heaven and Hell》的第五首单曲。这首歌在2020年12月12日的公告牌成人前40名中名列榜首。她还与 Thomas Rhett 和 Kane Brown 一起在乡村歌曲《On Me》中担任特邀艺术家。它被列入了2020年电影《Scoob！》的原声带中。2020 年 5 月 15 日，随附音乐视频。 Max于2020年7月30日发行了《Who's Laughing Now》，并于2020年9月3日发行了《OMG What's Happening》，作为专辑的单曲。Heaven & Hell于2020年9月18日与第八首单曲《Naked》一起发行。这张专辑在英国专辑排行榜上排名第二， 在公告牌二百强专辑榜上排名第27。2020 年 11 月 13 日，麦克斯作为英国广播公司广播2 全明星儿童贫困慈善单曲的一部分出现在《 Stop Crying Your Heart Out 》中。它在英国单曲排行榜上最高排名第7。《My Head & My Heart》于2020年11月19日发行，作为Heaven and Hell的附加曲目。

## 音乐风格和对她的影响
Ava Max已被視為流行音樂和舞蹈流行音樂歌手。她的音樂被跟Bebe RexhaSigrid和Dua Lipa等當代藝術家進行了比較。她長大後聽著比如Alicia Keys，Norah Jones，Celine Dion，Aretha Franklin，Fugees，Mariah Carey 和 Whitney Houston的音樂。她還列舉Beyoncé，麥當娜，Gwen Stefani，Fergie，Britney Spears，Christina Aguilera和Lady Gaga是她爱的歌手和影響了她。麥克斯曾說Carey是對她最大的影響力的人，是聽著她的音樂長大的，例如《Vision of Love》（1990）。

## 个人生活
麦克斯称自己是“100%阿尔巴尼亚人”，并表示她想回馈社区。她会说阿尔巴尼亚语，但不会看。 她还直言不讳地谈论女性赋权，这在她的音乐中占有一格外。在2019年接受Attitude采访时，麦克斯透露，她过去曾被女性所吸引，但选择不给自己的性向贴上标签。

## 荣誉

### 奖项与提名
| 年份 | 奖项                        | 类别                                    | 作品                                     | 结果         | 参考文献      |
| ---- | --------------------------- | --------------------------------------- | ---------------------------------------- | ------------ | ------------- |
| 2019 | 態度獎                      | Breakthrough Award                      | Herself                                  | 獲獎         | [ 9 ]         |
| 2019 | BreakTudo Awards            | International New Artist                | Herself                                  | 提名         | [ 10 ]        |
| 2019 | Global Awards               | Rising Star                             | Herself                                  | 提名         | [ 11 ]        |
| 2019 | GAFFA Awards (Sweden)       | Best Foreign New Act                    | Herself                                  | 提名         | [ 12 ]        |
| 2019 | GAFFA Awards (Sweden)       | Best Foreign Song                       | "Sweet but Psycho"                       | 提名         | [ 12 ]        |
| 2019 | LOS40 Music Awards          | Best International Song                 | "Sweet but Psycho"                       | 獲獎         | [ 13 ]        |
| 2019 | LOS40 Music Awards          | Best International New Artist           | Herself                                  | 提名         | [ 13 ]        |
| 2019 | MTV歐洲音樂大獎             | Best New Act                            | Herself                                  | 提名         | [ 14 ] [ 15 ] |
| 2019 | MTV歐洲音樂大獎             | Best Push Act                           | Herself                                  | 獲獎         | [ 14 ] [ 15 ] |
| 2019 | MTV音樂錄影帶大獎           | Best New Artist                         | Herself                                  | 提名         | [ 16 ]        |
| 2019 | NRJ Music Awards            | International Breakthrough of the Year  | Herself                                  | 提名         | [ 17 ]        |
| 2019 | 青少年选择奖                | Choice Summer Female Artist             | Herself                                  | 提名         | [ 18 ]        |
| 2019 | 青少年选择奖                | Choice Song: Pop                        | "Sweet but Psycho"                       | 提名         | [ 18 ]        |
| 2020 | BreakTudo Awards            | Artist on the Rise                      | Herself                                  | 獲獎         | [ 19 ]        |
| 2020 | iHeartRadio音樂獎           | Best New Pop Artist                     | Herself                                  | 提名         | [ 20 ]        |
| 2020 | iHeartRadio Titanium Awards | Winning Songs                           | "Sweet but Psycho"                       | 獲獎         | [ 21 ]        |
| 2020 | LOS40 Music Awards          | Best Spanish Song                       | "Tabú" (with Pablo Alborán)              | 提名         | [ 22 ]        |
| 2020 | LOS40 Music Awards          | Best Spanish Video                      | "Tabú" (with Pablo Alborán)              | 獲獎         | [ 22 ]        |
| 2020 | LOS40 Music Awards          | Best International Video                | "Kings & Queens"                         | 提名         | [ 22 ]        |
| 2020 | MTV Video Music Awards      | Push Best New Artist                    | Herself                                  | 入圍初选名单 | [ 23 ]        |
| 2020 | NRJ Music Awards            | International Female Artist of the Year | Herself                                  | 提名         | [ 24 ]        |
| 2020 | NRJ Music Awards            | International Song of the Year          | "Kings & Queens"                         | 提名         | [ 24 ]        |
| 2020 | 人民選擇獎                  | New Artist of the Year                  | Herself                                  | 提名         | [ 25 ]        |
| 2020 | 人民選擇獎                  | Soundtrack Song of the Year             | "On Me" (with Thomas Rhett & Kane Brown) | 提名         | [ 25 ]        |
| 2020 | Spotify Awards              | Most-Streamed EDM Female Artist         | Herself                                  | 提名         | [ 26 ]        |
| 2021 | GAFFA Awards (Denmark)      | New International Name of the Year      | Herself                                  | 待定         | [ 27 ]        |
| 2021 | Premio Lo Nuestro           | Pop Song Of The Year                    | "Tabú" (with Pablo Alborán)              | 提名         | [ 28 ]        |
| 2021 | Premio Lo Nuestro           | Pop Collaboration of the Year           | "Tabú" (with Pablo Alborán)              | 提名         | [ 28 ]        |

## 外部連結
- 官方网站
- YouTube上的艾娃·马克斯頻道
- 艾娃·麥斯的Instagram帳戶
- 艾娃麦克斯的Twitter账户 （页面存档备份，存于）
- 艾娃麦克斯的Facebook账户 （页面存档备份，存于）